# 寺島志保
寺島 志保（てらしま しほ、1977年6月21日 - ）は、日本のAV女優。プロダクションALIVE所属。

## 略歴・人物
身長158cm、108cm（Jカップ）血液型A型。趣味は読書、映画、旅行、御朱印集め、料理、パン作り、乗馬。
好きな食べ物はうなぎ、肉。
嫌いな食べ物は牡蠣、あわび、ホルモン等。
AVデビュー時は大森あづさ（おおもりあづさ）
2011年8月20日デビュー。
後に寺島志保と改名する。
2024年2月、4年ぶりに復帰 。
同年7月31日より東京・レフカダ新宿にて、トークイベント『てらっしーのわがままボディーナイト①』を開催

## 作品

### アダルトビデオ
2011年
- 「隣のドスケベ美人妻」でデビュー（AROUND）
- 「近親相姦 巨乳母の揺れすぎる胸」（センタービレッジ）
- 「近親相姦 母さんの濡れたヒダ肉」（小林興行）
- 「中出し近親相姦 母子熱愛」（センタービレッジ）
- 「初脱ぎ熟女 夏衣・葵・梨々香・遥・あづさの事情」（クリスタル映像）
- 「巨乳熟女 「おばさんのオッパイで癒してあげる」（クリスタル映像）
- 「しろーと爆乳人妻どきゅめんと ～潮吹きマダムをおしおき～ 」（クリスタル映像）
- 「出血大サービス！熟女8人があなたの性欲処理します！」（グローリークエスト）

2012年
- 「男優が選んだ名器女優ベスト10」（センタービレッジ）
- 「経産婦大全集」（センタービレッジ）
- 「肉食系お母さんの官能的な爆乳ボディ」（センタービレッジ）
- 「絶頂アクメ！！べろべろまん舐め100連発」（センタービレッジ）
- 「旦那のすぐ近くで奥様を犯します」（ネクストグループ）
- 「僕の会社の豊満熟女OL」（レイディックス）
- 「白濁！ マンカスコレクション 愛液というマンカスを尋常じゃないくらい出す6人の女たち」（レイディックス）
- 「エロ年増 22」（クリスタル映像）
- 「断りきれないノーブラ肉感清掃員」（Fitch）
- 「人格否定！ 今日からお前はメス豚だっ！！」（プールクラブ）

2013年
- 「イケナイ志保先生のムッチムチ肉感授業」（Fitch）
- 「ねっとり爆乳淫語」（Fitch）
- 「真夏の家政婦さん」（ユートピア）
- 「豊満海女 潮吹き痴女のチ○ポ漁り 寺島志保」（Fitch）

2015年
- 「はだかの主婦 米沢市在住（39） 寺島志保」
- 「ぽっちゃり爆乳母さん M息子たちの赤ちゃんプレイ願望 寺島志保」（マザー）

2017年
- 「はだかの奥様」
- 「もしも…寺島志保が○○だったら…。」
- 「豊満爆乳ボディ 寺島志保プレミアムベスト4時間 永久保存版」
- 「鼻フック戦隊ハイレグオバレンジャー」
- 「うまなみの兄にめろめろにされた弟嫁 寺島志保」

2018年
- 「完熟の味～息子の友達のかわいいチ●ポをつい…～ 寺島志保」
- 「WifeLife vol.048・昭和49年生まれの寺島志保さんが乱れます」
- 「奈良から上京した嫁の母が…爆乳義母 寺島志保41歳」

2018年
- 「童貞狩り むっちり豊満スケベ志保は青臭チ○ポをねぶりたい 寺島志保」